# مصنع كاراكالي لجعة
مصنع كاراكالي لجعة هي شركة أردنية صغيرة تأسست عام 2010 في مدينة الفحيص بالقرب من عمان. أسسها أردني يدعى يزن كرادشة كأول مصنع جعة في الأردن. تم تسمية مصنع الجعة باسم كاراكال، وهو حيوان ثديي موطنه الأردن.

## التاريخ
أول بيرة من إنتاج كاركالي كانت عبارة عن blond ale يُقصد منها أن تكون بمثابة المشروب الأول لخلق ثقافة البيرة الحرفية في الأردن، حيث لم تكن موجودة في السابق. باع مصنع الجعة أول زجاجة في أواخر عام 2013 وهو متاح الآن في معظم المتاجر والبارات والمطاعم والفنادق التي تبيع المشروبات الكحولية في الأردن والتي تضم حوالي 600 متجر.
في عام 2017، دخلت Carakale سوق الولايات المتحدة مع التوزيع في الحانات في ولاية أريزونا ومدينة نيويورك. في محاولة لتمييز نفسها عن السوق ميكروبريويري المزدحم في الولايات المتحدة.